# Firaja (Đakovica)
Pour l’article homonyme, voir Firaja (Štrpce).
Firajë en albanais et Firaja en serbe latin (en serbe cyrillique : Фираја) est une localité du Kosovo située dans la commune/municipalité de Gjakovë/Đakovica, district de Gjakovë/Đakovica (Kosovo) ou de Pejë/Peć (Serbie). Selon le recensement kosovar de 2011, elle compte 158 habitants, tous albanais.

## Histoire
Dans le village, la tour-résidence d'Osman Bajram, construite au XIXe siècle, est proposée pour une inscription sur la liste des monuments culturels du Kosovo.

## Démographie

### Évolution historique de la population dans la localité
| 1948 | 1953 | 1961 | 1971 | 1981 | 1991 | 2011 |
| ---- | ---- | ---- | ---- | ---- | ---- | ---- |
| 154  | 131  | 160  | 210  | 232  | 263  | 158  |

|  |